# Deutscher Lehrerpreis
Deutscher Lehrerpreis – Unterricht innovativ é um prêmio anual que prestigia professores escolares na Alemanha que apresentaram ideias e conceitos inovadores no ensino. Também recebem prêmios, professores nomeados por alunos. Foi criado pela Fundação Vodafone e pela Associação Alemã de Filólogos.